# Persone di nome John/Nobili
| Questa pagina contiene informazioni ricavate automaticamente dalle voci biografiche con l'ausilio del template Bio e di un bot. L'aggiornamento è periodico e automatico e ricostruisce completamente la pagina. Se manca una persona in questa lista, sei pregato di non aggiungerla, ma accertati piuttosto che la sua voce biografica contenga il template Bio e che i dati anagrafici siano correttamente compilati. Se il template Bio manca, inseriscilo tu stesso o, in alternativa, metti l'avviso {{tmp\|Bio}} che ne segnala la mancanza. Se i dati riportati sono sbagliati, correggi direttamente la voce biografica; le modifiche saranno visibili in questa lista entro pochi giorni. Per chiarimenti vedi il progetto antroponimi. La lista contiene solo le 138 persone che sono citate nell'enciclopedia e per le quali è stato implementato correttamente il template Bio. Pagina aggiornata al 6 mag 2025. |

Questa è una lista di persone presenti nell'enciclopedia che hanno il nome John e sono nobili.

## A(2)
- John Annesley, IV conte di Anglesey, nobile irlandese (Farnborough, n. 1676 - Farnborough, † 1710)
- John Ashburnham, I conte di Ashburnham, nobile inglese (Londra, n. 1687 - Londra, † 1737)

## B(6)
- John Baring, VII barone Ashburton, nobile e dirigente d'azienda britannico (n. 1928 - † 2020)
- John Beaufort, I conte di Somerset, nobile (Montmorency-Beaufort - Londra, † 1410)
- John Beaufort, marchese di Dorset, nobile inglese (n. 1455 - † 1471)
- John Boyle, III conte di Glasgow, nobile scozzese (n. 1714 - † 1775)
- John Boyle, II conte di Glasgow, nobile scozzese (Kelburn, n. 1688 - Kelburn, † 1740)
- John Brabazon, X conte di Meath, nobile irlandese (n. 1772 - † 1851)

## C(19)
- John Bentinck, V duca di Portland, nobile e politico inglese (Londra, n. 1800 - Londra, † 1879)
- John Campbell, II duca di Argyll, nobile e militare scozzese (Petersham, n. 1678 - Sudbrook, † 1743)
- John Campbell, V duca di Argyll, nobile e ufficiale scozzese (n. 1723 - Castello di Inveraray, † 1806)
- John Campbell, VII duca di Argyll, nobile e politico scozzese (Londra, n. 1777 - Inveraray, † 1847)
- John Campbell, I marchese di Breadalbane, nobile e militare scozzese (Kenmore, n. 1762 - Kenmore, † 1834)
- John Carnegie, I conte di Northesk, nobile scozzese († 1667)
- John Carnegie, XII conte di Northesk, nobile scozzese (n. 1895 - † 1975)
- John Cecil, VI conte di Exeter, nobile e politico inglese (Londra, n. 1674 - Stamford, † 1721)
- John Chetwynd-Talbot, I conte Talbot, nobile e politico inglese (n. 1749 - Fairford, † 1793)
- John Churchill, marchese di Blandford, nobile inglese (n. 1686 - Cambridge, † 1703)
- John Comyn, nobile, politico e condottiero scozzese († 1308)
- John Comyn, III Signore di Badenoch, nobile, politico e generale scozzese (Dumfries, † 1306)
- John Comyn, II signore di Badenoch, nobile, politico e diplomatico scozzese (Lochindorb, † 1302)
- John Comyn, I signore di Badenoch, nobile e politico scozzese (Scozia, † 1277)
- John Crichton-Stuart, II marchese di Bute, nobile britannico (n. 1793 - Cardiff, † 1848)
- John Crichton-Stuart, III marchese di Bute, nobile britannico (Mount Stuart, n. 1847 - Isola di Bute, † 1900)
- John Crichton-Stuart, V marchese di Bute, nobile britannico (n. 1907 - † 1956)
- John Crichton-Stuart, IV marchese di Bute, nobile scozzese (Chiswick, n. 1881 - † 1947)
- Johnny Dumfries, nobile e pilota automobilistico britannico (Rothesay, n. 1958 - Rothesay, † 2021)

## D(12)
- John Dalrymple, XIII conte di Stair, nobile scozzese (n. 1906 - † 1996)
- John Owen Dominis, nobile statunitense (Schenectady, n. 1832 - Honolulu, † 1891)
- John Sholto Douglas, IX marchese di Queensberry, nobiluomo scozzese (Firenze, n. 1844 - Londra, † 1900)
- John Drummond, I conte di Melfort, nobile scozzese (n. 1649 - Parigi, † 1714)
- John Drummond, II conte di Melfort, nobile scozzese (n. 1682 - Parigi, † 1754)
- John Dudley, II conte di Warwick, nobile britannico (Kent, † 1554)
- John de Menteith, nobile scozzese (Menteith, n. 1275 - † 1329)
- John de Balliol, nobile inglese († 1268)
- John de Beauchamp, I barone Beauchamp, nobile e militare inglese (n. 1316 - † 1360)
- John de Mowbray, III duca di Norfolk, nobile e militare britannico (Regno d'Inghilterra, n. 1415 - Regno d'Inghilterra, † 1461)
- John de Mowbray, IV barone Mowbray, nobile e militare inglese (Epworth, n. 1340 - Costantinopoli, † 1368)
- John de Soules, nobile e politico scozzese

## E(2)
- John Eliot, VI conte di St. Germans, nobile inglese (Londra, n. 1890 - Totnes, † 1922)
- John Elphinstone, II Lord di Balmerino, nobile scozzese (Edimburgo, † 1649)

## F(7)
- John FitzAlan, VI conte di Arundel, nobile inglese (n. 1223 - † 1267)
- John FitzAlan, VII conte di Arundel, nobile inglese (n. 1246 - † 1272)
- John FitzAlan, XIII conte di Arundel, nobile inglese (n. 1385 - † 1421)
- John FitzAlan, I barone Arundel, nobile britannico (Etchingham - Oceano Atlantico, † 1379)
- John FitzGerald, I conte di Kildare, nobile irlandese (n. 1250 - Laraghbrine, † 1316)
- Giovanni il Maresciallo, nobile inglese († 1165)
- John Fitzalan, signore di Oswestry, nobile inglese (n. 1200 - † 1240)

## G(1)
- John Grey di Pirgo, nobile inglese (n. 1523 - Pirgo, † 1564)

## H(15)
- John Hamilton Gordon, nobile e politico scozzese (Edimburgo, n. 1847 - Tarland, † 1934)
- John Hamilton, I marchese di Hamilton, nobile scozzese (n. 1535 - † 1604)
- John Hamilton, IV conte di Haddington, nobile scozzese (n. 1626 - Tyninghame House, † 1669)
- John Hastings, I barone Hastings, nobile inglese (Warwickshire, n. 1262 - † 1313)
- John Hay, I marchese di Tweeddale, nobile scozzese (Yester, n. 1625 - Edimburgo, † 1697)
- John Hay, II marchese di Tweeddale, nobile scozzese (n. 1645 - † 1713)
- John Hervey, II barone Hervey, nobile, politico e scrittore inglese (Londra, n. 1696 - Londra, † 1743)
- John Hobart, II conte di Buckinghamshire, nobile e politico inglese (Greenwich, n. 1723 - Blickling, † 1793)
- John Hobart, I conte di Buckinghamshire, nobile inglese (n. 1693 - Londra, † 1756)
- John Holland, II duca di Exeter, nobile e militare inglese (Devonshire, n. 1395 - Middlesex, † 1447)
- John Holles, I duca di Newcastle-upon-Tyne, nobile e politico inglese (Edwinstowe, n. 1662 - Welbeck, † 1711)
- John Hope, II conte di Hopetoun, nobile scozzese (n. 1704 - † 1781)
- John Hope, V conte di Hopetoun, nobile scozzese (n. 1803 - † 1843)
- John Howard, I duca di Norfolk, nobile inglese (n. 1421 - Market Bosworth, † 1485)
- John Howard, XV conte di Suffolk, nobile e militare britannico (n. 1739 - † 1820)

## I(2)
- John Islay, Conte di Ross, nobile scozzese (n. 1434 - Dundee, † 1503)
- John di Islay, Signore delle Isole, nobile scozzese (Morvern, † 1386)

## J(3)
- John Stuart, I marchese di Bute, nobile e diplomatico scozzese (Rothesay, n. 1744 - Ginevra, † 1814)
- John Egerton, II conte di Bridgewater, nobile inglese (Dodleston, n. 1623 - Londra, † 1686)
- John Egerton, I conte di Bridgewater, nobile e politico inglese (n. 1579 - † 1649)

## K(3)
- John Keith, I conte di Kintore, nobile scozzese (n. 1630 - † 1715)
- John Ker, I duca di Roxburghe, nobile e politico scozzese (n. 1680 - † 1741)
- John Ker, nobile e letterato britannico (Londra, n. 1740 - † 1804)

## L(9)
- John Lambton, III conte di Durham, nobile inglese (n. 1855 - † 1928)
- John Leslie, IV baronetto, nobile e militare irlandese (New York, n. 1916 - Glaslough, † 2016)
- John Leveson-Gower, I conte Gower, nobile e politico inglese (n. 1694 - † 1754)
- John Lovelace, IV barone Lovelace, nobile e politico britannico (Inghilterra, n. 1672 - New York, † 1709)
- John Lumley, I barone Lumley, nobile e letterato inglese (n. 1533 - † 1609)
- John Lyon, IV conte di Strathmore e Kinghorne, nobile scozzese (Castello di Huntly, n. 1663 - † 1712)
- John Lyon, V conte di Strathmore e Kinghorne, nobile scozzese (n. 1696 - Sheriffmuir, † 1715)
- John Lyon-Bowes, X conte di Strathmore e Kinghorne, nobile britannico (n. 1769 - † 1820)
- John Lyon-Bowes, IX conte di Strathmore e Kinghorne, nobile britannico (West Rainton, n. 1737 - † 1776)

## M(11)
- John Maitland, I duca di Lauderdale, nobile e politico britannico (Lethtington, n. 1616 - Tunbridge Wells, † 1682)
- John Manners, II duca di Rutland, nobile inglese (n. 1676 - † 1721)
- John Manners, IX duca di Rutland, nobile inglese (Londra, n. 1886 - Castello di Belvoir, † 1940)
- John Meade, I conte di Clanwilliam, nobile irlandese (n. 1744 - Dublino, † 1800)
- John Montagu Douglas Scott, VII duca di Buccleuch, nobile e politico scozzese (Londra, n. 1864 - Selkirk, † 1935)
- John Montagu, IV conte di Sandwich, nobile, militare e ammiraglio britannico (n. 1718 - Chiswick, † 1792)
- John Montagu, VII conte di Sandwich, nobile e politico inglese (n. 1811 - † 1884)
- John Murray, I duca di Atholl, nobile, politico e ufficiale scozzese (Knowsley, n. 1660 - Huntingtower Castle, † 1724)
- John Murray, III duca di Atholl, nobile e politico scozzese (n. 1729 - Perth, † 1774)
- John Murray, IV duca di Atholl, nobile scozzese (n. 1755 - Dunkeld, † 1830)
- John Murray, IV conte di Dunmore, nobile e politico scozzese (Tymouth, n. 1730 - Ramsgate, † 1809)

## N(2)
- John Neville, I marchese di Montagu, nobile britannico (n. 1431 - † 1471)
- John Neville, III barone Neville di Raby, nobile e militare britannico (Newcastle upon Tyne, † 1388)

## O(3)
- John Ogilvy-Grant, VII conte di Seafield, nobile scozzese (n. 1815 - † 1881)
- John Oldcastle, nobile britannico (Herefordshire - Londra, † 1417)
- John Osborne, XI duca di Leeds, nobile e politico inglese (Bordighera, n. 1901 - Francia, † 1963)

## P(5)
- John Paulet, II marchese di Winchester, nobile inglese (n. 1510 - Londra, † 1576)
- John Perrot, nobile britannico (Haverfordwest, n. 1528 - Londra, † 1592)
- John Ponsonby, IV conte di Bessborough, nobile e politico inglese (Marylebone, n. 1781 - Dublino, † 1847)
- John Pratt, I marchese di Camden, nobile e politico inglese (Londra, n. 1759 - Seale, † 1840)
- John Pratt, IV marchese di Camden, nobile inglese (Westminster, n. 1872 - † 1943)

## R(6)
- John Ramsay, XIII conte di Dalhousie, nobile, ufficiale e politico scozzese (Fraserburgh, n. 1847 - Le Havre, † 1887)
- John Ramsay, signore Bothwell, nobile, ambasciatore e agente segreto scozzese (Flodden Field, † 1513)
- John Randolph, III conte di Moray, nobile e militare scozzese (Durham, † 1346)
- John Rawdon, I conte di Moira, nobile irlandese (n. 1720 - Dublino, † 1793)
- John Rous, I conte di Stradbroke, nobile e politico inglese (n. 1750 - † 1827)
- John Ruthven, III conte di Gowrie, nobile scozzese († 1600)

## S(17)
- John Sackville, III duca di Dorset, nobile e ambasciatore inglese (n. 1745 - † 1799)
- John Scott, IX duca di Buccleuch, nobile, militare e politico inglese (n. 1923 - † 2007)
- John Seymour, nobile inglese († 1536)
- John Seymour, IV duca di Somerset, nobile inglese († 1675)
- John Seymour, XIX duca di Somerset, nobile e politico britannico (Bath, n. 1952)
- John Sheffield, I duca di Buckingham e Normanby, nobile, politico e scrittore britannico (Londra, n. 1647 - Londra, † 1721)
- John Sidney, VI conte di Leicester, nobile inglese (Penshurst, n. 1680 - Penshurst, † 1737)
- John Spencer, III conte Spencer, nobile e politico britannico (St. James's, n. 1782 - Wiseton, † 1845)
- John Spencer, V conte Spencer, nobile e politico britannico (Londra, n. 1835 - Althorp, † 1910)
- John Spencer-Churchill, VII duca di Marlborough, nobile e politico britannico (Garboldisham, n. 1822 - Londra, † 1883)
- John Spencer-Churchill, XI duca di Marlborough, nobile britannico (Abingdon-on-Thames, n. 1926 - Woodstock, † 2014)
- John Spencer-Churchill, X duca di Marlborough, nobile britannico (Londra, n. 1897 - Woodstock, † 1972)
- John Stafford, I conte di Wiltshire, nobile inglese (n. 1427 - † 1473)
- John Stewart, VII conte di Galloway, nobile scozzese (n. 1736 - † 1806)
- John Stewart-Murray, VII duca di Atholl, nobile scozzese (n. 1840 - Blair Castle, † 1917)
- John Stuart, III conte di Bute, nobile, politico e botanico britannico (Edimburgo, n. 1713 - Westminster, † 1792)
- John Sutherland, nobile scozzese (Londra, † 1361)

## T(3)
- John Talbot, I conte di Shrewsbury, nobile e generale inglese (Blackmere - Castillon-la-Bataille, † 1453)
- John Talbot, X conte di Shrewsbury, nobile inglese (Longford, n. 1601 - Tasmore, † 1654)
- John Tylney, II conte Tylney, nobile e politico inglese (n. 1712 - Napoli, † 1784)

## V(1)
- John de Vere, XIII conte di Oxford, nobile e militare britannico (n. 1442 - Castle Hedingham, † 1513)

## W(9)
- John Waldegrave, VI conte Waldegrave, nobile e ufficiale inglese (n. 1785 - Strawberry Hill, † 1846)
- John Wallop, nobile, militare e diplomatico inglese († 1551)
- John West, II conte De La Warr, nobile, politico e ufficiale inglese (n. 1729 - Londra, † 1777)
- John Wilmot, nobile, poeta e drammaturgo inglese (Charlbury, n. 1647 - Woodstock, † 1680)
- John Wodehouse, I conte di Kimberley, nobile e politico inglese (Wymondham, n. 1826 - Londra, † 1902)
- John Wodehouse, I barone Wodehouse, nobile e politico inglese (n. 1741 - † 1834)
- John Wodehouse, II conte di Kimberley, nobile e politico inglese (Londra, n. 1848 - † 1932)
- John Wodehouse, III conte di Kimberley, nobile e politico inglese (n. 1883 - Westminster, † 1941)
- John Woodville, nobile inglese (n. 1444 - † 1469)